# Vérvörös pókhálósgomba
A vérvörös pókhálósgomba (Cortinarius sanguineus) a pókhálósgombafélék családjába tartozó, Európában honos, valószínűleg mérgező gombafaj.

## Megjelenése
A vérvörös pókhálósgomba kalapja 2–5 cm átmérőjű, alakja kezdetben félgömbös, majd domborúvá, végül majdnem lapossá terül ki, közepén néha tompa púppal. Színe mély vérvörös. Felszíne fénytelen, finoman szálas vagy nemezes. Széle világosabb, kissé hullámos, berepedezhet. Húsa vérvörös színű, retekszagú és -ízű.
Lemezei tönkhöz nőttek, közepesen sűrűek. Színük fiatalon vérvörös, kis narancsos, rozsdabarnás árnyalattal, a spórák érésével vöröses gesztenyebarnák. Spórapora rozsdabarna. Spórái ellipszis alakúak, rücskös felszínűek, 7-9 x 4-6 mikrométeresek.
Tönkje 3–8 cm magas, 0,7-1,1 cm vastag. Alul bunkósan vastagszik, színe a kalapéval megegyező, felszínét hosszanti narancsosbarna szálak borítják, melyek ideiglenes gallérzónát is alkothatnak.

### Hasonló fajok
A fiatal gomba lemezeit pókhálószerű szövedék takarja; ebben az állapotában esetleg összetéveszthető az ehető sárga rókagombával.   

## Elterjedése és termőhelye
Európában, inkább a kontinens északi részén honos. Magyarországon ritka, veszélyeztetett faj. Főleg fenyvesekben, lucfenyő alatt található, szinte mindig csoportosan, többnyire erősen mohos, nyirkos erdő mélyén. Vegyes erdőben savanyú talajt jelez. Nyár végén, ősszel terem.
Feltehetően mérgező és összetéveszthető súlyos mérgezéseket okozó más pókhálósgombákkal. Vörös színanyaga kivonható és természetes színezőanyagként használható. 

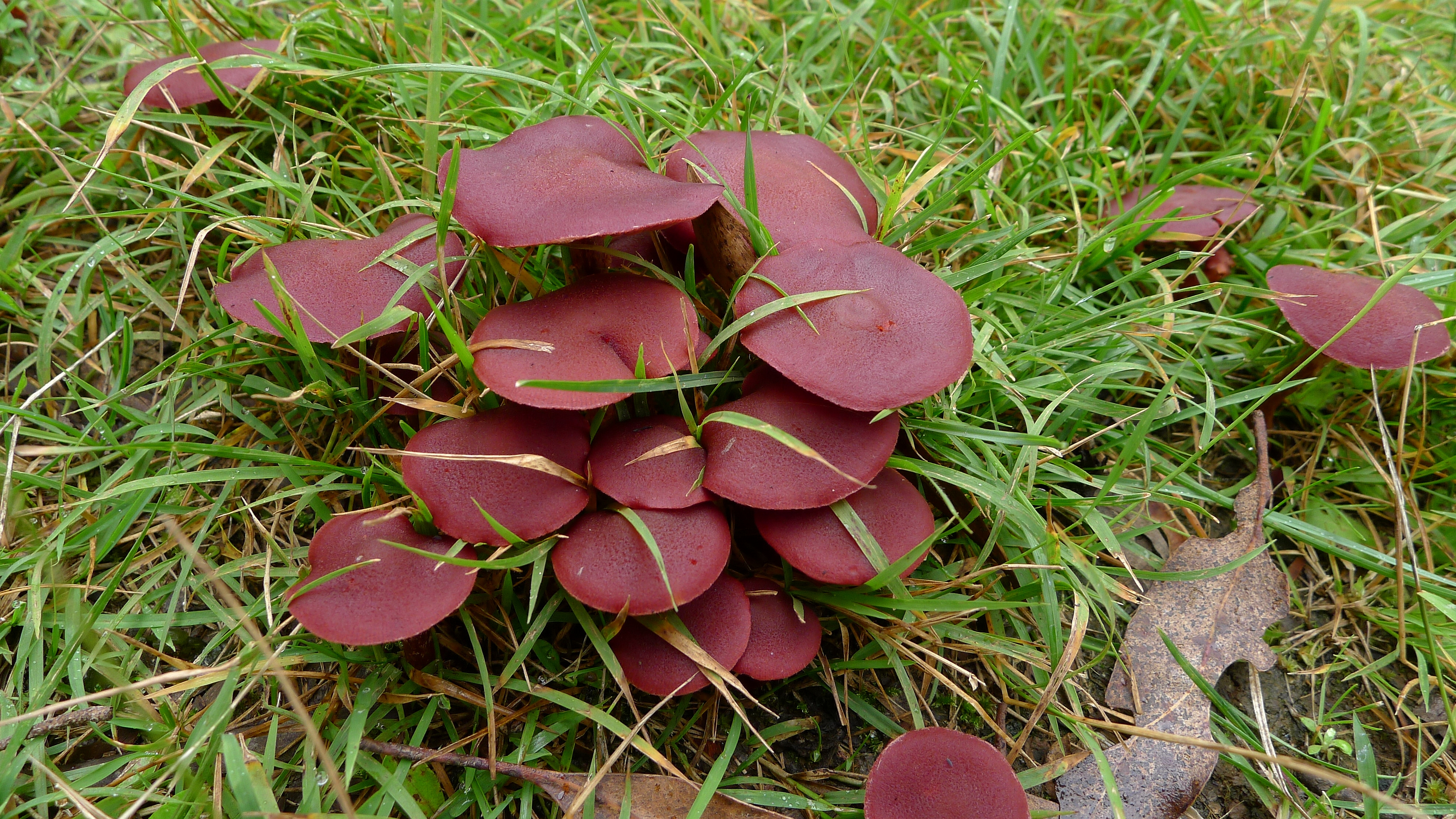
Vérvörös pókhálósgomba
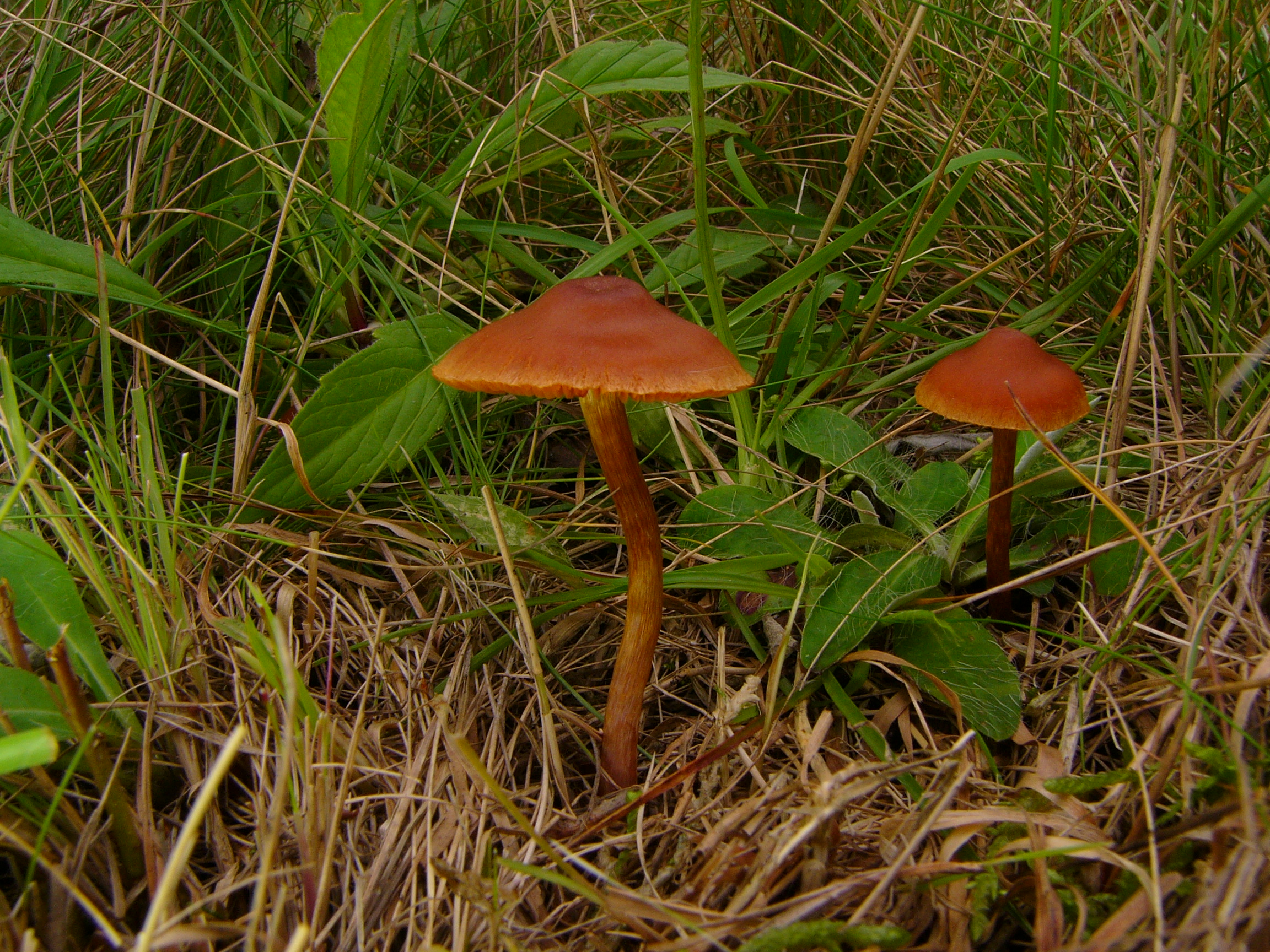
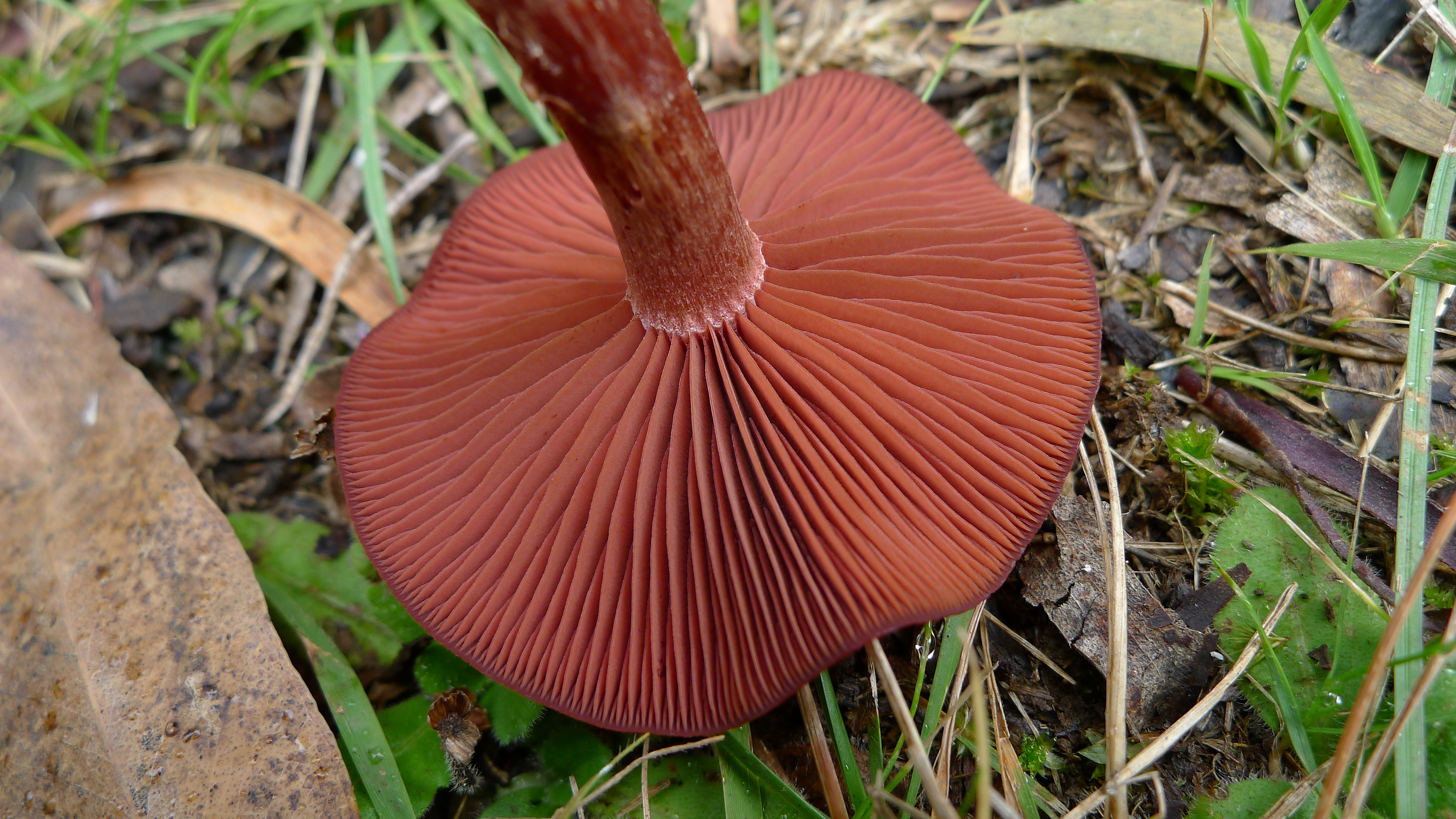
Lemezei
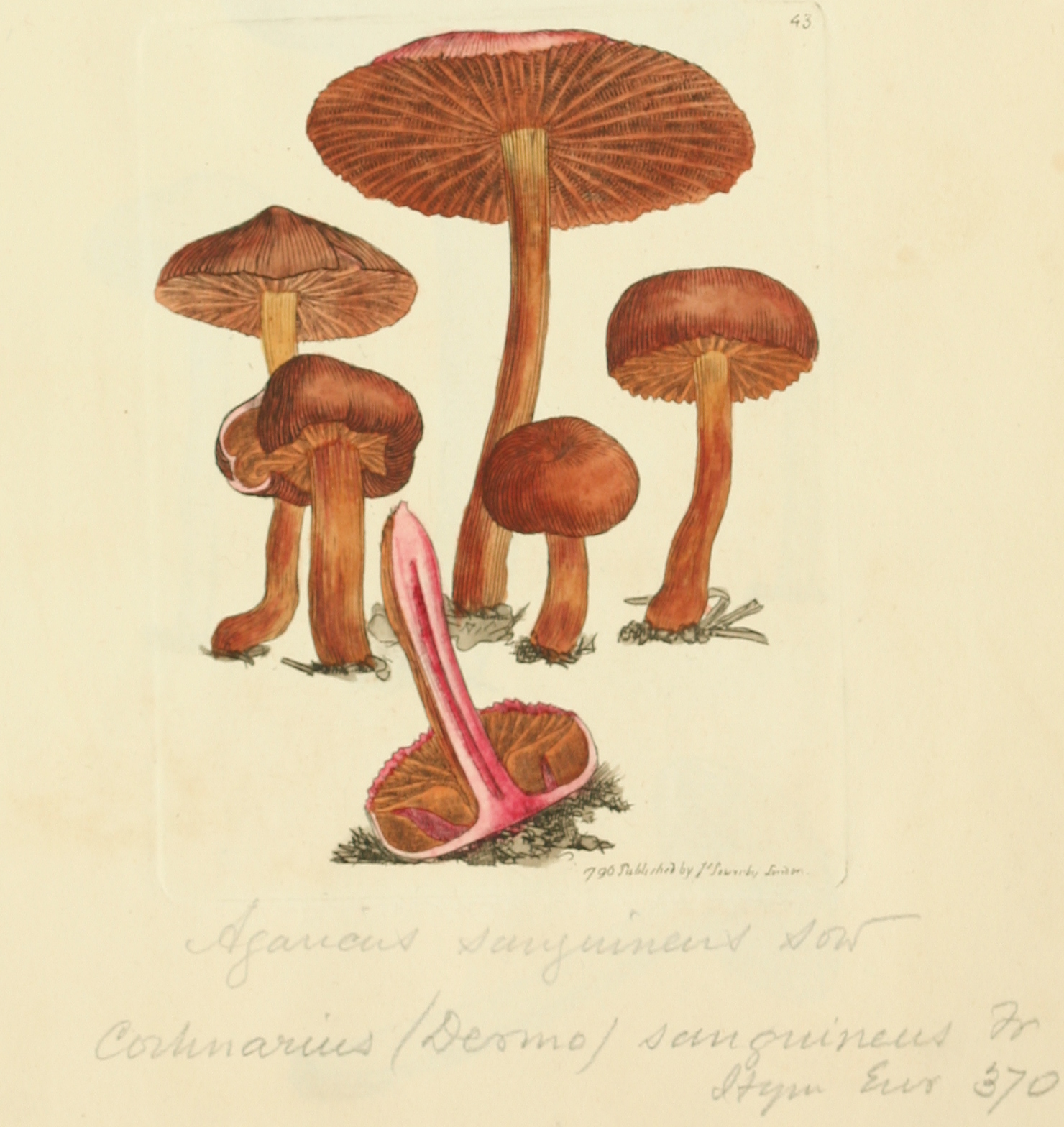
Ábrázolása az 1797-1809-es Coloured Figures of English Fungi or Mushrooms-ban.